# JKCS 041
JKCS 041 est un amas de galaxies situé dans la constellation équatoriale de la Baleine. Il était, au moment de sa découverte en 2009, l'amas de galaxies le plus lointain qui ait été observé. Il est estimé être distant de ∼ 10,2 milliards d'a.l. (∼ 3,13 Gpc), étant observé à une décalage vers le rouge de 1,9,. L'amas comprend au moins 19 galaxies.